# Mandana Medijska
Mandana Medijska je bila medijska princesa, žena anšanskega kralja  Kambiza I. in mati perzijskega kralja Kira II. Velikega,  * okoli 584 pr. n. št., † verjetno 559 pr. n. št.

## Ime
Ime Mandana v staroperzijskem jeziku pomeni večna. 

## Mandana v HerodotovihZgodbah
Po Herodotu je bila Mandana hčerka medijskega kralja Astjaga.
Astjag je imel kmalu po njenem rojstvu nenavadne sanje, v katerih je hčerka tako močno urinirala, da bi lahko poplavila Azijo.  Posvetoval  se z magi, ki so njegove  sanje razložili kot svarilo, da bi ga Mandanin sin lahko strmoglavil. Da bi to preprečil, je Astjag Mandano zaročil z vazalnim princem Kambizom I. Anšanskim, »možem iz dobre družine in mirne nravi«, ki po Astjagovem mnenju ni mogel ogroziti medijskega  prestola.  Kasneje je imel še ene sanje, v katerih je Mandana zanosila, iz njene maternice pa je zrasla vinska trta in uničila  svet. Zgroženi Astjag je poslal svojega najbolj zanesljivega dvorjana Harpaga v Anšan, da bi ubil Mandaninega otroka.  Harpag in pastir Mitradat se nista upala preliti kraljeve (Kirove)  krvi. Več let kasneje se je Kir uprl svojemu staremu očetu Astjagu in ga napadel. Kir bi vojno izgubil, če ne bi Harpag v bitki za Pasargad pobegnil z bojišča in omogočil Astjagovo strmoglavljenje, kot so napovedale sanje. 

## Mandana v KsenofontoviKiropediji
Mandano omenja tudi Ksenofont v svoji Kiropediji (Kirova vzgoja). V eni od pripovedi je  Mandana s sinom Kirom v njegovih zgodnjih  najstniških letih potovala na Astjagov dvor. Kir je očaral svojega starega očeta, zato ga je vzel s seboj na lov, Mandano pa je poslal nazaj k možu v Anšan. Ko je Kir izvedel, da je njegov oče Kambiz I. zbolel, ga je šel obiskat, Astjag pa je šel za njim in se z njim spopadel. 

## Smrt
Mandana naj bi umrla leta 559 pr. n. št., čeprav se šteje, da je takrat umrl njen mož Kambiz I. Dejanski datum njene smrti ni znan. Znano ni niti to, ali je imela po moževi smrti imela položaj kraljice matere. 

## Sklic
1. ↑  J. Hedderwick in drugi (1809). Letters on ancient history. str.  80.